# Новы-Корчин (гмина)
Новы-Корчин (пол. Nowy Korczyn) — сельская гмина (волость) в Польше, входит как административная единица в Буский повет, Свентокшиское воеводство. Население — 6450 человек (на 2004 год).

## Демография
| Перепись                       | Всего   | Всего | Женщины | Женщины | Мужчины | Мужчины |
| ------------------------------ | ------- | ----- | ------- | ------- | ------- | ------- |
| Единицы                        | человек | %     | человек | %       | человек | %       |
| Население                      | 6450    | 100   | 3 312   | 51,3    | 3 138   | 48,7    |
| Плотность населения (чел./км²) | 55      | 55    | 28,2    | 28,2    | 26,7    | 26,7    |

## Сельские округа
1. Баджиховице
2. Блотноволя
3. Бжосткув
4. Чарковы
5. Гротники-Дуже
6. Гротники-Мале
7. Гурноволя
8. Хармонины
9. Кавенчин
10. Ленка
11. Новы-Корчин
12. Островце
13. Пархоцин
14. Павлув
15. Пясек-Вельки
16. Подрае
17. Подзамче
18. Жегоцин
19. Семпихув
20. Стары-Корчин
21. Строжыска
22. Уцискув
23. Виняры-Дольне
24. Жуковице

## Соседние гмины
1. Гмина Пацанув
2. Гмина Вислица
3. Гмина Буско-Здруй
4. Гмина Солец-Здруй
5. Гмина Опатовец
6. Гмина Болеслав
7. Гмина Грембошув
8. Гмина Менджехув